# Microspingus cabanisi
La monterita rabadilla roja (en Uruguay), monterita rojiza (en Paraguay) o monterita litoraleña (en Argentina) (Poospiza cabanisi), también conocida como monterita de Cabanis, es una especie de ave paseriforme de la familia Thraupidae perteneciente al género Microspingus, antes situada en Poospiza. Es nativa del centro oriental de América del Sur. 

## Distribución y hábitat
Se distribuye por el sureste y sur de Brasil (al sur desde el sur de São Paulo), el extremo oriental de Paraguay, Uruguay y el este de Argentina, bordeando el río Uruguay, hasta el noreste de Buenos Aires.
Esta especie es considerada bastante común en su hábitat natural: los bordes de la Mata Atlántica, matorrales y bosques en galería, hasta los 2100 metros de altitud.

## Sistemática

### Descripción original
La especie M. cabanisi fue descrita por primera vez por el naturalista francés Charles Lucien Bonaparte en 1850 bajo el nombre científico Poospiza cabanisi; su localidad tipo es: «Paraguay = probablemente Bonpland, Misiones, Argentina».

### Etimología
El nombre genérico masculino «Microspingus» se compone de las palabras griegas «μικρος mikros» que significa pequeño y «σπιγγος, σπιζα spingos» que es el nombre común del ‘pinzón vulgar’; y el nombre de la especie «cabanisi», conmemora al ornitólogo alemán Jean Cabanis.

### Taxonomía
Es monotípica, ya fue considerada conespecífica con Microspingus lateralis, de quien fue separada con base en diferencias morfológicas y de vocalización y aprobado en la Propuesta N° 387 al Comité de Clasificación de Sudamérica (SACC).
La presente especie, junto a otras seis, fueron tradicionalmente incluidas en el género Poospiza, hasta que en los años 2010, publicaciones de filogenias completas de grandes conjuntos de especies de la familia Thraupidae basadas en muestreos genéticos, permitieron comprobar que formaban un clado fuertemente soportado por los resultados encontrados, lejano al resto de las especies del género que integraban; para individualizarlo genéricamente, Burns et al. (2016) propusieron la resurrección del género Microspingus. El reconocimiento del género resucitado y la inclusión de especies fue aprobado en la Propuesta N° 730.14 al Comité de Clasificación de Sudamérica (SACC).